# 价川飛行場
价川飛行場（ケチョンひこうじょう、朝鮮語: 개천비행장）は、朝鮮民主主義人民共和国平安南道价川市付近にある飛行場。

## 設備
2493 x 58メートルのコンクリート製滑走路1本を有する。滑走路の他には、土塁による航空機掩体を備えた平行誘導路と、南西方向に続き山中のトンネルへ至る誘導路がある。
ミサイル試験場としても用いられており、2019年から2023年にはKN-23・KN-24・KN-25のケースが報じられている。

## 事故
脱北者で空軍大尉であった朴明虎の証言によれば、1993年にはジェット燃料に引火して戦闘機16機を喪失、犠牲者50人以上を出す朝鮮人民軍空軍最大の事故が発生したとされる。この事故は、脱北者で東亜日報の記者でもあるチュ・ソンハによっても証言されている。